# 31e dynastie van Egypte
In 343 v.Chr. veroverden de Perzen voor de tweede keer in de geschiedenis Egypte, waarmee de tweede Perzische overheersing, ook wel de 31e dynastie een feit werd. Deze tien jaar durende periode werd gedurende ongeveer twee jaar onderbroken door de regering van de inheemse vorst Chababasj, die controle lijkt te hebben gehad over geheel Neder-Egypte. De Perzische overheersing werd door de Egyptenaren als onderdrukkend ervaren, wat ertoe leidde dat de inval van de Macedoniër Alexander de Grote in 332 v.Chr. als een bevrijding van Egypte werd gezien.

## Galerij

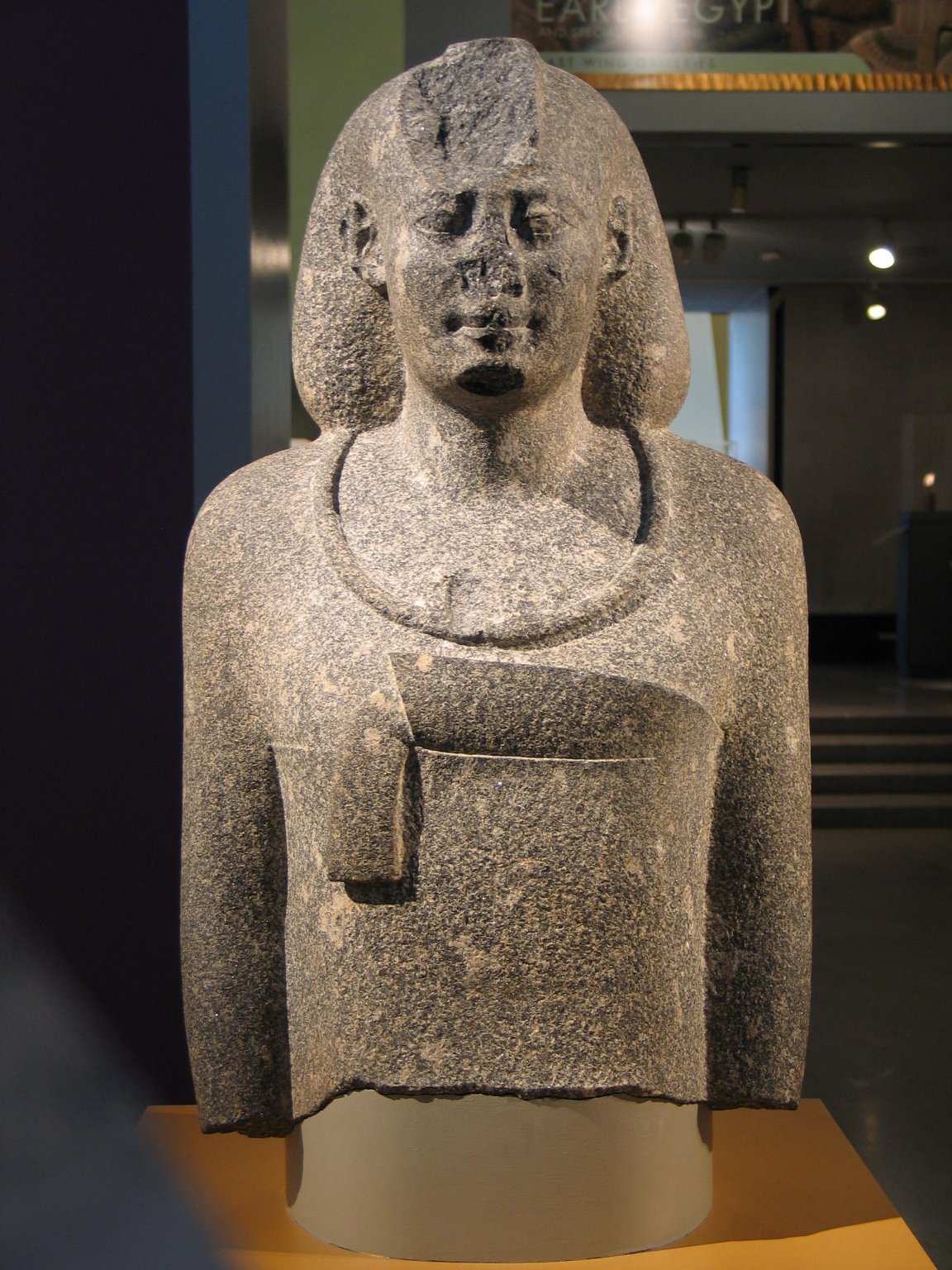
Standbeeld van Egyptische man in Perzische kostuum uit 343-332 v.Chr.